# Gleichgewichtsstörungen bei Schwerhörigkeit
Gleichgewichtsstörungen bei Schwerhörigkeit bezeichnen eine Beeinträchtigung des Gleichgewichtsgefühls, die mit einer Einschränkung des Hörvermögens einhergeht. Die Ursachen für diese Beeinträchtigung können sehr vielfältig sein und beispielsweise durch Störungen des Hörorgans selbst verursacht werden. Dies kann zu zusätzlichen Einschränkungen im Bereich der räumlichen Orientierung führen und somit das Sturzrisiko erhöhen.

## Ursachen
Sensorische Informationen, die über das Ohr ins Gehirn gelangen, werden in verschiedene Hirnzentren geleitet und verarbeitet. Manchmal kann es durch verschiedene Faktoren zu einer Schädigung dieses Signalweges kommen und unterschiedliche Wirkungen auslösen.
Die Störung kann an verschiedenen Stellen auftreten:
- im Innenohr
- im Gleichgewichtsorgan
- im Gehirn
- in anderen Organen, die das Gleichgewicht indirekt beeinflussen.

Je nach Ort und Schädigung können die Symptome variieren. Dazu gehören beispielsweise Gleichgewichtsstörungen, Schwindel oder auch Störungen der Raumaufmerksamkeit.
Entzündungen eines bestimmten Nervs oder des Innenohrs können zum Beispiel zu Gleichgewichtsstörungen führen. Eine bekannte Erkrankung in diesem Bereich, die Gleichgewichtsstörungen verursachen kann, ist zum Beispiel Morbus Menière. Dies ist eine Erkrankung des Innenohrs, die durch eine Ansammlung von Flüssigkeiten innerhalb des Innenohrs entstehen kann.
Erkrankungen und Störungen im Bereich des Gehirns führen ebenfalls in den meisten Fällen zu Gleichgewichtsstörungen. Daher sollte besonders auf die Balance von betroffenen Menschen, wie zum Beispiel Demenzerkrankten, geachtet werden.

## Folgen
Im Falle einer Gleichgewichtsstörung kann dies mit Auswirkungen wie Übelkeit, Erbrechen, Schweißausbrüche oder Blutveränderungen einhergehen. Zudem können Gleichgewichtsstörungen zu schwerwiegenden Verletzungen führen, da ein hohes Sturzrisiko besteht.
Auch sind Schwindel und Gleichgewichtsstörungen stark miteinander verbunden. Schwindel beeinträchtigt die Sinneswahrnehmung und kann dazu führen, dass der Stand im Raum unsicher wird, was letztendlich zu Gleichgewichtsstörungen führen kann.

## Therapie
Gleichgewichtsstörungen können somit zu vielfältigen Komplikationen im Alltag führen, weshalb eine Verbesserung des Gleichgewichts äußerst wichtig ist.
Es gibt verschiedene Therapieansätze, die je nach Beeinträchtigungen eingesetzt werden können.
In vielen Fällen können medikamentöse Therapien helfen. Allerdings kann bei bestimmten Erkrankungen ein chirurgischer Eingriff notwendig sein.
Ein weiterer Ansatz zur Verbesserung der Gleichgewichtsfähigkeit ist die Durchführung von Physiotherapie oder Gleichgewichtstraining.
Anhand spezifischer Übungen ist es möglich, positive Effekte zu erzielen. Bei Probanden, die unter einer Hörbehinderung leiden, sollten Übungen durchgeführt werden, bei denen explizit die aufgrund der Hörschädigung auftretenden Defizite trainiert werden.
Durch die regelmäßige Durchführung bestimmter Alltagsübungen, wie beispielsweise Kniebeugen, Einbeinstand oder auch Zehengang ist es möglich, gewünschte Verbesserungen zu erzielen. Außerdem sind speziellere Trainingseinheiten möglich. Ein Pilates Training fördert beispielsweise die Kraft, Kernstabilität, Flexibilität, Muskelkontrolle, Gleichgewicht und Atmung. Generell umfasst das Training eine Reihe von verschiedenen Dehnungs- und Kräftigungsbewegungen, wodurch auch die Lebensqualität verbessert wird.